# Killer Klowns from Outer Space
Killer Klowns from Outer Space es una película de 1988 dirigida por Stephen Chiodo. Fue protagonizada por Grant Cramer, Suzanne Snyder, John Allen Nelson y Royal Dano. La trama gira en torno a un grupo de extraterrestres con apariencia de payasos que llegan al planeta Tierra para capturar y asesinar personas.

## Trama
Un grupo de extraterrestres con apariencia de payasos llega al planeta Tierra, específicamente al pueblo de Crescent Cove, California. Cuando la nave aterriza toma la forma de una carpa de circo. Dos jóvenes que estaban en los alrededores, Mike Tobacco y Debbie Stone, ven la nave y van a investigar. Los jóvenes son atacados por los payasos, pero logran escapar. Después del ataque sufrido, los jóvenes van al pueblo a alertar a la gente del peligro que acecha. Cuando van a informar a la policía, la historia de los jóvenes es oída con incredulidad por el sargento Mooney, creyendo que la pareja está haciendo una broma. Otro policía, Dave Hanson, tampoco cree la historia de los dos. La actitud de Hanson, sumado al hecho de ser la expareja de Debbie, molesta a Mike.
Mientras tanto, los extraterrestres atacan al pueblo, y atrapan a la gente en unos capullos con la apariencia de algodón de azúcar. Los payasos utilizan inusuales métodos para atacar a sus víctimas: sombras de animales, sabuesos hechos con globos, pistolas de palomitas de maíz y pistolas de rayos láser que lucen como armas de juguete. El aspecto inocente de las armas no advierte a la gente del peligro hasta que es demasiado tarde.
Cuando el oficial Hanson ve a un grupo de gente ser devoradas por la sombra de un tiranosaurio creada por uno de los payasos, comienza a creer la historia de la pareja y decide ayudarlos. Los hermanos Terenzi, que trabajan conduciendo un camión de helados, se unen al grupo después de ver el peligro de las criaturas. El sargento Mooney es atacado por uno de los payasos que estaban en la comisaría, siendo asesinado por el extraterrestre.
Cuando Debbie es capturada por los payasos, Hanson, Mike y los hermanos Terenzi, van a la nave espacial para rescatarla. Cuando están dentro de la nave descubren por qué los payasos secuestraban a la gente: los capullos que aprisionaban a las víctimas transformaban la carne en un líquido que luego era bebido por los payasos con una pajita.
Cuando Debbie es liberada de una esfera que la aprisionaba, los protagonistas deben enfrentarse a un payaso gigante que parece ser el líder de los extraterrestres. El oficial Hanson acaba con el payaso gigante destruyendo su nariz (la única debilidad de los payasos). La explosión del payaso gigante destruye también la nave, pero los protagonistas logran sobrevivir. Al final, Debbie les pregunta si están a salvo y su novio dice que sí, pero entonces unos pasteles caen sobre ellos.

## Reparto
- Grant Cramer como Mike Tobacco
- Suzanne Snyder como Debbie Stone
- John Allen Nelson como Dave Hanson
- John Vernon como Curtis Mooney
- Michael Siegel como Rich Terenzi
- Peter Licassi como Paul Terenzi
- Royal Dano como el granjero Gene Green
- Christopher Titus como Bob McReed
- Irene Michaels como Stacy
- Karla Sue Krull como Tracy

## Recepción
Killer Klowns from Outer Space posee un 71% de comentarios positivos en el sitio web Rotten Tomatoes, basado en un total de 14 críticas.